# منتخب مصر لكرة اليد للناشئين
منتخب مصر لكرة اليد للناشئين هو ممثل مصر الرسمي في المنافسات الدولية في كرة اليد للناشئين
.

## 2019
حصل منتخب مصر للناشئين تحت 19 سنه على كاس العالم المقام في مقدونيا الشماليه وقد حصل كل من الاعبين احمد هشام على احسن لاعب في البطولة وحسن وليد على هداف البطولة واحسن ظهير أيسر وعبد الرحمن محمد على احسن حارس مرمى.
ويتكون الفريق من
ياسر محمد
عمر أحمد عطية
يوسف حسن
عبد الفتاح علي
مؤمن حسام الدين
سيف هاني
مازن رضا
يوسف علاء الدين
زياد أحمد
إبراهيم السيد
مهاب محمد سعيد
محمد سمير
عمر الجيار
حسن وليد
عبد الرحمن محمد
احمد هشام
والمدربين
```
حسين زكي
```

```
ومجدي أبو المجد
```

```
وحمادة الروبي
```